# Teurajärvi (plaats)
Teurajärvi is een dorp binnen de Zweedse gemeente Pajala. Het dorp is genoemd naar het nabijgelegen meer. De herkomst van de naam wordt toebedeeld aan het Samisch; het zou Meer van insectenlarven betekenen, hetgeen in deze contreien wel zou kunnen kloppen. Het wordt voor het eerstgenoemd in het visregister van 1553 als Tiure Jerffuitt. In 1690 komt de eerste bewoner vanuit Narken zich hier vestigen: Staffan Ivarsson.
Aareavaara · Anttis · Huukki · Isovaara · Jarhois · Juhonpieti en Erkheikki · Junosuando · Kainulasjärvi · Kangos · Kardis · Kassa · Kätkesuando · Käymäjärvi · Kaunisvaara · Kengis · Kenttä · Keräntöjärvi · Kieksiäisvaara · Kiilarova · Kihlanki · Kitkiöjärvi · Kitkiöjoki · Kolari · Kompelusvaara · Korpilombolo · Kurkkio · Lahenpää · Lahnajärvi · Lautakoski · Liviöjärvi · Lovikka · Männikkö · Muonionalusta · Muodoslompolo · Narken · Nuuksujärvi · Ohtanajärvi · Oksajärvi · Pääjärvi · Pajala · Parkalompolo · Pentäsjärvi · Peräjävaara · Pimpiö · Ristimella · Ruosteranta · Sahavaara · Saittarova · Salmijärvi · Särkimukka · Sattajärvi · Selkäjärvi · Suaningi · Talinen · Tärendö · Teurajärvi · Torinen · Törmäsniva · Tornefors